# John Poindexter
John Marlan Poindexter, född 12 augusti 1936 i Odon i Indiana, är en pensionerad ämbetsman samt amiral i den amerikanska flottan.
Under Reaganadministrationen var han vice nationell säkerhetsrådgivare samt under en kort period nationell säkerhetsrådgivare. I april 1990 dömdes han på flera åtalspunkter i den så kallade Iran-Contras-affären, men benådades senare av president George H.W. Bush. Tillsammans med Lewis Libby (genom Plamegate-affären 2003) är Poindexter den högste ämbetsman i Vita huset som dömts i en rättegång orsakad av en politisk affär.
Senare under president George W. Bush fick han år 2002 ansvaret över Information Awareness Office, en helt ny roll för DARPA. Målet var att koordinera samtliga projekt som DARPA finansierade, för att sedan skapa ett underrättelseverktyg eller övervakningssystem som kan spåra och monitorera terroristhot och annat på internet.
John Marlan Poindexter är far till astronauten Alan G. Poindexter.